# Hanpu
Hanpu (kinesiska: 含浦, 含浦镇) är en köping i Kina. Den ligger i provinsen Hunan, i den södra delen av landet, omkring 17 kilometer sydväst om provinshuvudstaden Changsha. Antalet invånare är 68385. Befolkningen består av 32 430 kvinnor och 35 955 män. Barn under 15 år utgör 10,0 %, vuxna 15-64 år 83 %, och äldre över 65 år 5,0 %.
Genomsnittlig årsnederbörd är 1 710 millimeter. Den regnigaste månaden är maj, med i genomsnitt 305 mm nederbörd, och den torraste är oktober, med 46 mm nederbörd.